# Undici campioni
Undici campioni  (あしたの勇者たち?, Ashita no yūsha-tachi) è un film per la televisione anime del 1979 diretto da Kōzō Morishita. Fu prodotto dalla Toei Dōga per commemorare l'Anno internazionale del bambino e per promuovere  il campionato mondiale di calcio Under-20 1979 svoltosi in Giappone dal 25 agosto al 7 settembre; fu trasmesso su Nippon Television domenica 1º luglio 1979 alle 14:15 nel programma Nichiyō Special. I personaggi furono disegnati dal mangaka Hiroshi Motomiya. La canzone iniziale Hi yori mabushiku kaze yori hageshiku, scritta da Yū Aku, fu utilizzata anche come inno ufficiale del torneo.

## Trama
Il giovane Jiro Ipponji vive in un ranch a Hokkaidō con la sua sorellina Yuki, la sua amica Yoko e il padre di quest'ultima, e passa il tempo libero a cavalcare il suo amato cavallo Golden Legs. Un giorno Ikuo Matsumoto, l'allenatore della nazionale Under-20 di calcio del Giappone, visita il ranch insieme all'osservatore Mizuki, e dopo aver notato le eccellenti capacità fisiche di Jiro, gli chiede di unirsi alla squadra. Orfano di entrambi i genitori, Jiro ha una personalità scontrosa ed è riluttante ad accettare l'offerta di Matsumoto, ma gradualmente si appassiona al calcio. Dopo essere entrato in squadra, fa amicizia con i suoi compagni di stanza Golgon e Tomin presso il ritiro a Chiba e matura l'obiettivo di diventare un campione. In un'amichevole di preparazione affronta un asso spagnolo soprannominato "Kempes II" e finisce per ideare una potente rovesciata che utilizzerà poi nella partita d'esordio dei mondiali contro la Spagna dove gioca proprio Kempes II.

## Personaggi e doppiatori
| Personaggio      | Doppiatore originale         | Doppiatore italiano |
| ---------------- | ---------------------------- | ------------------- |
| Jiro Ipponji     | Akira Kamiya                 | Massimo Corizza     |
| Yoko Mihoro      | Rihoko Yoshida               | Beatrice Margiotti  |
| Ikuo Matsumoto   | Kenji Utsumi                 | Renato Montanari    |
| Tetsugoro Mihoro | Jōji Yanami                  | Renato Montanari    |
| Yuki Ipponji     | Keiko Han                    | Beatrice Margiotti  |
| Shuta            | Tesshō Genda                 | Renato Montanari    |
| Kotani           | Yūji Mitsuya                 | Renato Montanari    |
| Fojuno "Tomin"   | Kazuhiko Inoue               | Renato Montanari    |
| Kaneko "Golgon"  | Hiroya Ishimaru              | Massimo Corizza     |
| Shin Mizuki      | Takeshi Aono                 |                     |
| Allenatore       | Osamu Katō                   | Renato Montanari    |
| Telecronisti     | Keaton Yamada Akira Murayama | Renato Montanari    |
| Voce narrante    | Yoshio Kaneuchi              | Beatrice Margiotti  |

## Distribuzione

### Edizione italiana
Il film fu distribuito in Italia dalla ITB e trasmesso per la prima volta sul circuito Euro TV il 16 dicembre 1984. L'edizione italiana, a cura della Oceania Film, soffre di un adattamento approssimativo in cui, ad esempio, il mondiale Under-20 viene confuso con l'europeo Under-21 e vengono cambiati i nomi di alcuni personaggi, tra cui il protagonista che nell'edizione originale si chiama Shūta (nome che nell'edizione italiana viene dato al personaggio secondario Todoroki). Come in altre lavorazioni della società, il doppiaggio fu eseguito da un cast limitato a soli quattro doppiatori che si dividono tutti i personaggi. Inoltre, come nell'edizione spagnola, furono sostituiti diversi brani della colonna sonora tra cui la ripetizione di Hi yori mabushiku kaze yori hageshiku che si sente durante l'allenamento di Jiro.

### Edizioni home video
In Italia il film fu distribuito in VHS e Betamax dalla ITB negli anni ottanta e in DVD-Video dalla Mondo Home Entertainment il 10 luglio 2002 col titolo 11 campioni. Il DVD, che presenta sottotitoli trascritti sommariamente dai dialoghi dell'edizione italiana, include come extra 100 minuti di immagini di repertorio dei mondiali di calcio dal 1930 al 1982. In questa edizione i titoli di testa sono stati modificati per sostituire il logo della ITB con il nome di Orlando Corradi.